# Sunayana Ghosh
Sunayana Ghosh (* 1979 in Kalkutta) ist eine indische Perkussionistin. Sie ist spezialisiert auf das Spielen der Tabla, einer indischen Handtrommel.

## Biografie
Die Begeisterung für Musik wurde bereits in frühen Tagen von ihrer Mutter geweckt, einer begabten Sängerin, die sich sowohl auf indische Klassik, als auch Volkslieder versteht. Ihr Talent wurde gefördert durch das Studium der Tabla bei namhaften Lehrern (Gurus), wie Samar Mitra, Pandit Shankar Ghosh (Farukhabad gharana) und seinem Sohn Bickram Ghosh.
Ihre Solokarriere als Tablaspielerin konnte sie durch den Master of Arts in Musik verwirklichen. Des Weiteren ist sie mit dem indischen Gesang und Kathaktanz vertraut, was ihr den nötigen Zuspruch gab, auch mit anderen Meistern der indischen Klassik auf größeren Bühnen aufzutreten.
Mit ihren Interpretationen klassischer Volkslieder konnte sie sowohl in Indien, Europa, Armenien, als auch der Türkei auftreten. Ihr bedeutendstes Konzert wurde vom britischen Radiosender UK Radio (Surtarang FM) ausgestrahlt.
Das New Yorker Tom Tom drum magazine für weibliche Schlagzeuger hat in seiner fünften Ausgabe einen Artikel über ihre musikalischen Aktivitäten veröffentlicht.